# Venturia linearis
Venturia linearis là một loài tò vò trong họ Ichneumonidae.